# Peristedion

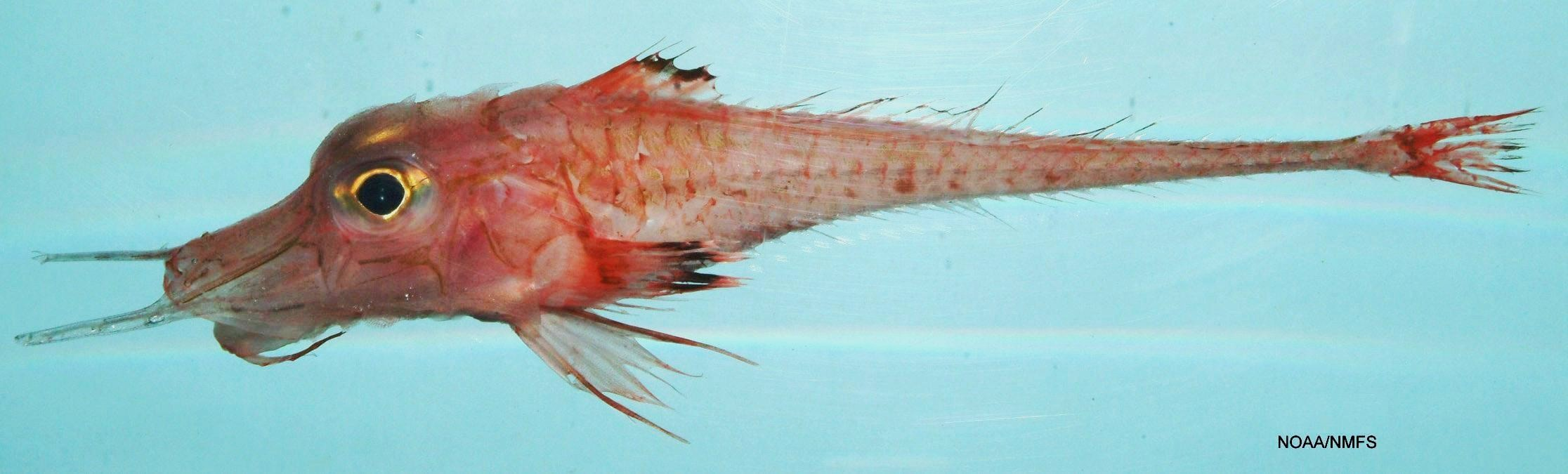
Peristedion miniatum

Peristedion es un género de peces marinos con aletas radiadas pertenecientes a la familia Peristediidae, los rubios acorazados o petirrojos marinos acorazados. Estos peces se encuentran en las aguas del océano Atlántico e Indo-Pacífico Occidental .

## Taxonomía
Peristedion fue descrito por primera vez como género en 1801 por el naturalista francés Bernard Germain de Lacépède cuando describió Peristedion marmalat del mar Mediterráneo y las Molucas. En 1826, Jean Baptiste Bory de Saint-Vincent designó a P. marmalat como la especie tipo del género.   P. marmalat ahora se trata como un sinónimo menor de Trigla cataphracta de Carl Linnaeus, que describió desde el mar Mediterráneo frente al sur de Francia. Dentro de la familia Peristediidae hay 2 clados, este género está en un clado monotípico mientras que el otro clado está formado por los 5 géneros restantes de Peristediidae. El nombre del género Peristedion es una combinación de peri, que significa "alrededor", y stedion, que es un diminutivo de stethos, que en griego significa "pecho" o "pecho", una alusión a las placas óseas que recubren la parte inferior del cuerpo, similar a un plastrón, el rasgo utilizado por Lacépède para distinguir Peristidion de Trigla .

## Especies
Peristedion contiene actualmente 24 especies reconocidas:
- Peristedion altipinne Regan, 1903
- Peristedion amblygenys Fowler, 1938 [4]
- Peristedion antillarum Teague, 1961 (Robin marino acorazado de nariz larga)
- Peristedion barbiger Garman, 1899
- Peristedion brevirostre ( Günther, 1860) (Petirrojo marino de cabeza plana)
- Peristedion cataphractum ( Linnaeus, 1758) (robin marino acorazado africano)
- Peristedion crustosum Garman, 1899
- Peristedion ecuadorense Teague, 1961
- Peristedion gracile Goode & TH Bean, 1896 (robin de mar delgado)
- Peristedion greyae GC Miller, 1967
- Peristedion imberbe Poey, 1861
- Peristedion liorhynchus (Günther, 1872) [4]
- Peristedion longicornutum Fricke, Kawai, Yato & Motomura, 2017 (Bordado acorazado de cuernos largos)
- Peristedion longispatha Goode y TH Bean] 1886
- Peristedion miniatum Goode, 1880 (Robin marino blindado)
- Peristedion nesio WA Bussing, 2010
- Peristedion orientale Temminck & Schlegel, 1843 [4]
- Peristedion paucibarbiger Castro-Aguirre & García-Domínguez, 1984
- Peristedion richardsi Kawai, 2016 [5]
- Peristedion riversandersoni Alcock, 1894
- Peristedion thompsoni Fowler, 1952 (Robin de mar de la columna vertebral)
- Peristedion truncatum (Günther, 1880) (Robin marino acorazado negro)
- Peristedion unicuspis GC Miller, 1967
- Peristedion weberi JLB Smith, 1934

## Características
Los rubios blindados de Peristedion tienen una cabeza y un cuerpo ventralmente aplanados que están protegidos por una armadura ósea de placas y espinas. Hay una proyección rostral de dos puntas en el hocico y hay barbillas debajo de la mandíbula inferior. No tienen espinas robustas en el preopérculo . La primera aleta dorsal tiene 7 u 8 espinas, la segunda aleta dorsal tiene entre 18 y 20 radios blandos mientras que la aleta anal tiene entre 20 y 23 radios blandos. Hay entre 11 y 13 radios de aleta encerrados dentro de la membrana de la aleta pectoral más los dos radios inferiores separados. Las aletas pélvicas están muy espaciadas y están ubicadas debajo de la base de las aletas pectorales y tienen 1 espina y 5 radios blandos. La especie más pequeña del género es P. paucibarbiger, que tiene una longitud estándar máxima publicada de 7 centímetros (2,8 in) los más grandes son el petirrojo acorazado africano ( P. cataphractum ) y el rubio acorazado ( P. liorhynchus ), ambos con longitudes estándar máximas publicadas de 540 cm (210 en) . 

## Distribución
Las especies del género Peristedion se encuentran a ambos lados del Océano Atlántico, en el Mar Mediterráneo, en el Indo-Pacífico occidental y el Océano Pacífico oriental.